# Рэдуешти (деревня, Васлуй)
Рэдуешти (рум. Răduiești)— деревня, расположенная в жудеце Васлуй в Румынии. Входит в состав коммуны Делешти.

## География
Деревня расположена в 276 км к северо-востоку от Бухареста, 12 км к северо-западу от Васлуя, 51 км к югу от Ясс, 145 км к северу от Галаца.

## Население
По данным переписи населения 2002 года в селе проживали 230 человек.

### Национальный состав
| Национальность | Кол-во человек | Процент |
| -------------- | -------------- | ------- |
| Румыны         | 229            | 99,6 %  |
| Не указали     | 1              | 0,04 %  |

### Родной язык
| Язык      | Кол-во человек | Процент |
| --------- | -------------- | ------- |
| Румынский | 230            | 100 %   |